# Olympische Sommerspiele 2012/Teilnehmer (Bahamas)
| Gelbes Symbol für Goldmedaillen mit stilisierten Olympischen Ringen | Graues Symbol für Silbermedaillen mit stilisierten Olympischen Ringen | Braundes Symbol für Bronzemedaillen mit stilisierten Olympischen Ringen |
| ------------------------------------------------------------------- | --------------------------------------------------------------------- | ----------------------------------------------------------------------- |
| 1                                                                   | —                                                                     | —                                                                       |

Die Bahamas nahmen in London an den Olympischen Spielen 2012 teil. Es war die insgesamt 15. Teilnahme an Olympischen Sommerspielen. Die Bahamas Olympic Association nominierte 24 Athleten in zwei Sportarten.
Fahnenträger bei der Eröffnungsfeier war der Leichtathlet Chris Brown.

## Medaillen

### Medaillenspiegel
| Medaillenspiegel Bahamas |                |                              |                           |                           |        |
| Platz                    | Sportart       | Goldmedaille – Olympiasieger | Silbermedaille – 2. Platz | Bronzemedaille – 3. Platz | Gesamt |
| 1                        | Leichtathletik | 1                            | —                         | —                         | 1      |
| Total                    | Total          | 1                            | —                         | —                         | 1      |

### Medaillengewinner

#### Gold
| Name                                                      | Sportart       | Wettkampf                 |
| --------------------------------------------------------- | -------------- | ------------------------- |
| Chris Brown Michael Mathieu Ramon Miller Demetrius Pinder | Leichtathletik | Männer, 4 × 400-m-Staffel |

## Teilnehmer nach Sportarten

### Leichtathletik
Laufen und Gehen 
| Athleten | Wettbewerb        | Vorlauf     | Vorlauf | Halbfinale    | Halbfinale    | Finale                     | Finale        | Rang |
| Athleten | Wettbewerb        | Zeit        | Rang    | Zeit          | Rang          | Zeit                       | Rang          | Rang |
| --- | ----------------- | ----------- | ------- | ------------- | ------------- | -------------------------- | ------------- | ---- |
| Frauen |                   |             |         |               |               |                            |               |      |
| Sheniqua Ferguson | 100 m             | 11,35 s     | 3       | 11,32 s       | 7             | ausgeschieden              | ausgeschieden | 21   |
| Debbie Ferguson-McKenzie | 100 m             | 11,32 s     | 5       | ausgeschieden | ausgeschieden | ausgeschieden              | ausgeschieden | 26   |
| Anthonique Strachan | 200 m             | 22,75 s     | 2       | 22,82 s       | 5             | ausgeschieden              | ausgeschieden | 15   |
| Debbie Ferguson-McKenzie | 200 m             | 23,49 s     | 7       | ausgeschieden | ausgeschieden | ausgeschieden              | ausgeschieden | 38   |
| Shaunae Miller | 400 m             | DNF         | DNF     | -             | -             | -                          | -             | –    |
| Ivanique Kemp | 100 m Hürden      | 13,51 s     | 3       | 13,56 s       | 8             | ausgeschieden              | ausgeschieden | 22   |
| Christine Amertil Sheniqua Ferguson Debbie Ferguson-McKenzie Amara Jones V’Alonee Robinson Anthonique Strachan Chandra Sturrup                                 | 4 × 100-m-Staffel | 43,07 s     | 6       | –             | –             | ausgeschieden              | ausgeschieden | 9    |
| Männer |                   |             |         |               |               |                            |               |      |
| Derrick Atkins | 100 m             | 10,22 s     | 2       | 10,08 s       | 4             | ausgeschieden              | ausgeschieden | 12   |
| Warren Fraser | 100 m             | 10,27 s     | 4       | ausgeschieden | ausgeschieden | ausgeschieden              | ausgeschieden | 29   |
| Trevorvano Mackey | 200 m             | 21,28 s     | 7       | ausgeschieden | ausgeschieden | ausgeschieden              | ausgeschieden | 48   |
| Michael Mathieu | 200 m             | 20,62 s     | 3       | DSQ           | DSQ           | -                          | -             | –    |
| Ramon Miller | 400 m             | 45,57 s     | 2       | 45,11 s       | 4             | ausgeschieden              | ausgeschieden | 10   |
| Chris Brown | 400 m             | 45,40 s     | 1       | 44,67 s       | 2             | 44,79 s                    | 4             | 4    |
| Demetrius Pinder | 400 m             | 44,92 s     | 1       | 44,94 s       | 2             | 44,98 s                    | 7             | 7    |
| Shamar Sands | 110 m Hürden      | DSQ         | DSQ     | -             | -             | -                          | -             | –    |
| Chris Brown Michael Mathieu Ramon Miller Demetrius Pinder Avard Moncur (nicht eingesetzt) Wesley Neymour (nicht eingesetzt) Andrae Williams (nicht eingesetzt) | 4 × 400-m-Staffel | 2:58,87 min | 1       | –             | –             | 2:56,72 min (Landesrekord) | 1             | Gold |

 Springen und Werfen 
| Athleten      | Wettbewerb | Qualifikation | Qualifikation | Finale        | Finale        | Rang |
| Athleten      | Wettbewerb | Weite/Höhe    | Rang          | Weite/Höhe    | Rang          | Rang |
| ------------- | ---------- | ------------- | ------------- | ------------- | ------------- | ---- |
| Frauen        |            |               |               |               |               |      |
| Bianca Stuart | Weitsprung | 6,32 m        | 10            | ausgeschieden | ausgeschieden | 18   |
| Männer        |            |               |               |               |               |      |
| Raymond Higgs | Weitsprung | 7,76 m        | 9             | ausgeschieden | ausgeschieden | 21   |
| Leevan Sands  | Dreisprung | 17,17 m       | 2             | 17,19 m       | 5             | 5    |
| Trevor Barry  | Hochsprung | 2,21 m        | 8             | ausgeschieden | ausgeschieden | 16   |
| Donald Thomas | Hochsprung | 2,16 m        | 14            | ausgeschieden | ausgeschieden | 30   |

### Schwimmen
| Athleten                   | Wettbewerb     | Vorlauf | Vorlauf | Halbfinale | Halbfinale | Finale        | Finale        | Rang |
| Athleten                   | Wettbewerb     | Zeit    | Rang    | Zeit       | Rang       | Zeit          | Rang          | Rang |
| -------------------------- | -------------- | ------- | ------- | ---------- | ---------- | ------------- | ------------- | ---- |
| Frauen                     |                |         |         |            |            |               |               |      |
| Arianna Vanderpool-Wallace | 50 m Freistil  | 24,85 s | 3       | 24,64 s    | 3          | 24,69 s       | 8             | 8    |
| Arianna Vanderpool-Wallace | 100 m Freistil | 53,73 s | 1       | 54,12 s    | 5          | ausgeschieden | ausgeschieden | 10   |